# Agnès de Mansfeld-Eisleben
Agnes de Mansfeld-Eisleben (1551-1637) est comtesse de Mansfeld et fille de Johann (Hans) Georg Ier, de Mansfeld Eisleben. Elle convertit Gerhard Truchsess de Waldbourg, le prince-électeur de l'électorat de Cologne et archevêque de Cologne à la foi protestante, conduisant à la guerre de Cologne (1583-1588).
Après une odyssée de plusieurs années au cours de laquelle elle et son mari cherchent refuge dans plusieurs régions du nord de l'Allemagne, Gebhard renonce à sa demande d'asile sur l'électorat. Ils s'installent à Strasbourg, où il avait conservé un poste dans le chapitre de la cathédrale. Après la mort de son mari en 1601, elle est placée sous la protection du duc de Wurtemberg, lui-même chassé de son duché. Elle meurt en 1637.

## Affaire
Agnès était la fille de Johann (Hans) Georg Ier, de Mansfeld Eisleben (1515 - 14 août 1579), et son épouse, Katharina de Mansfeld-Hinterort (1521/1525 - 1580/1583). Bien que née et élevée dans la ville de Mansfeld, en Saxe, adulte, Agnes von Mansfeld Eisleben est devenue chanoine protestante dans un cloître de Gerresheim, aujourd'hui un quartier de Düsseldorf. Sibilla Esther, la sœur d'Agnès, a vécu dans la ville de Cologne, après avoir épousé Georg II von Criechingen, membre du cloître, mais Agnès n'y était pas liée et était libre pendant ses jours de se déplacer dans la ville. Elle a visité Sibilla un jour, et a été remarqué par l'électeur de Cologne, Gebhard, Truchsess von Waldburg. Apparemment une belle femme (elle était aussi connue sous le nom de la charmante fille Mansfeld) il l'a convoité, et ils ont commencé une liaison. Deux de ses frères, Hoyer et Ernst, visitèrent Gebhard au palais de l'archevêque dans la capitale électorale de Bonn et le convainquirent de l'épouser.
Elle a insisté pour que Gebhard se convertisse d'abord au calvinisme. Les difficultés d'une conversion par un archevêque catholique et prince-électeur du Saint-Empire romain germanique avaient déjà été rencontrées auparavant : Hermann von Wied s'était également converti au protestantisme et avait démissionné de son poste. De même, le prédécesseur immédiat de Gebhard, Salentin IX d'Isenburg-Grenzau avait démissionné pour se marier lorsqu'il apprit que sa lignée familiale allait disparaître. Au début, il semblait que Gebhard démissionnerait. Cependant, plusieurs de ses associés dans le chapitre de la cathédrale l'ont convaincu qu'il pouvait avoir la dame et l'électorat Avant Noël 1582, il proclame la Réforme en chaire à Cologne, établissant le protestantisme sur un pied d'égalité avec le catholicisme dans l'archidiocèse.